# Col d'Aussois
Le col d'Aussois est un col de France situé en Savoie, dans le massif de la Vanoise. Il s'élève à 2 914 mètres d'altitude entre la pointe de l'Observatoire à l'ouest et la tête d'Aussois à l'est. Traversé par un sentier de randonnée, il permet de rallier Aussois au sud à Pralognan-la-Vanoise au nord via le Tour des Glaciers de la Vanoise,.

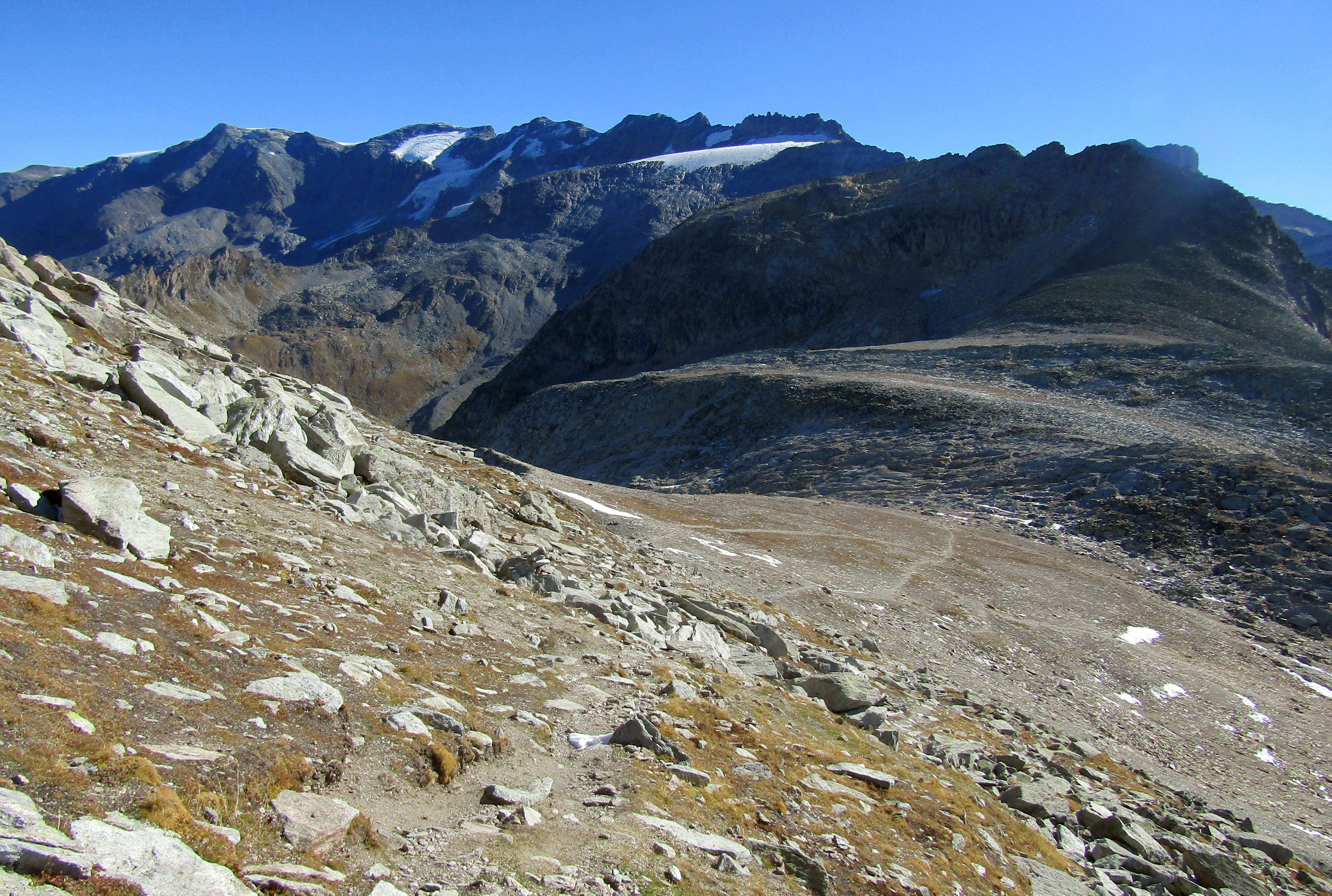
Vue du col depuis l'ouest avec les glaciers de la Vanoise en arrière-plan.